# Schulautonome Tage
Schulautonome Tage sind im Bildungssystem in Österreich unterrichtsfreie Tage, die im Rahmen der Schulautonomie von den einzelnen Schulen festgesetzt werden. Es sind derzeit fünf an weiterführenden und vier an Pflichtschulen. Sie können auf Ebene der Bundesländer einheitlich, für einzelne Schularten, einzelne Schulen, einzelne Schulstufen oder einzelne Klassen einer Schulstufe verwendet werden.
Im April 2009 wurde beschlossen, sie mit Schuljahr 2010/11 abzuschaffen, und durch zwei freiwillige Fördertage zu ersetzen.

## Funktion
Die schulautonomen Tage wurden mit der Bildungsreform der 1980er-Jahre anstelle der Direktorstage als Arbeitstage der Lehrer ohne Unterrichtsverpflichtung eingeführt.
Für Bundesschulen (höhere Schulen) gilt § 2 Abs. 5 Schulzeitgesetz 1985:

„Aus Anlässen des schulischen oder sonstigen öffentlichen Lebens kann das Klassen- oder Schulforum bzw. der Schulgemeinschaftsausschuß höchstens fünf Tage in jedem Unterrichtsjahr schulfrei erklären. Ferner kann die Schulbehörde erster Instanz in besonderen Fällen des schulischen oder sonstigen öffentlichen Lebens einen weiteren Tag durch Verordnung schulfrei erklären.“

Zwei dieser Tage werden seit 2007 von der Schulbehörde erster Instanz (die Länder) „für öffentliche Praxisschulen sowie für jene mit Unter- und Oberstufe geführten allgemein bildenden höheren Schulen, an denen für alle Klassen und Schulstufen der Samstag schulfrei ist“ durch Verordnung schulfrei erklärt.
Für die Pflichtschulen gilt § 5 Abs. 5 Schulzeitgesetz Grundsätze für Volks-, Haupt-, Sonderschulen und Polytechnische Schulen

„Außerdem können in jedem Unterrichtsjahr bis zu vier Tage aus Anlässen des schulischen oder sonstigen öffentlichen Lebens und in besonderen Fällen bis zu zwei weitere Tage schulfrei erklärt werden.“

Diese Tage sind durch Ausführungsgesetze der Länder geregelt.
Funktion der schulautonomen Tage ist seit der Novelle des Jahres 1995 zum Schulzeitgesetz „schulbezogene Anlässe“, etwa Lehrerweiterbildung (SCHILF-Veranstaltungen, schulinterne Lehrerfortbildung), Arbeitstagungen der Schulpartner zur Qualitätssicherung oder zur standortbezogenen Schulentwicklung, Teambesprechungen, Planung von (Projekt-)Unterricht, „pädagogische Tage“, die Präsentation eines Schulprojektes oder ähnliches. Vor 1995 waren die Tage ausdrücklich nur für Elternsprechtage und Konferenzen (Notenkonferenzen,
Pädagogische Konferenzen) zu nutzen. Auch die Freigabe eines Schultages zwischen unterrichtsfreien Tagen („Zwickeltag“) kann – im Sinne des Passus „öffentliches Leben“ – vom Schul-, Klassenforum bzw. Schulgemeinschaftsausschuss beschlossen werden.

## Die Zwickeltags-Regelung
In der Praxis des Alltags überwiegt das zweitere Anliegen, die Tage werden im Allgemeinen zur Bildung von verlängerten Wochenenden und Kurzferien außerhalb der ministeriellen Schulferien verwendet (etwa Herbstferien). Dies wurde erst nach der Gesetzesänderung 2007 möglich, davor hatte der § 2 Abs. 5 „eine Freigabe durch die Schulbehörde aus dem Grund, daß ein Schultag zwischen unterrichtsfreie Tage fällt“ ausdrücklich für nicht zulässig erklärt.
Diese neue Regelung wurde seinerzeit von Kinderpsychologen begrüßt, die darin wertvolle Regenerationsperioden für die Schüler sehen, aber auch kritisch beurteilt, weil für Eltern, deren Kinder an verschiedenen Schulen eingeschult sind, die Urlaubsmöglichkeit entfallen kann, und sich stattdessen Probleme in der Betreuung ergeben. Dem wurde mit der landesweit einheitlichen Festlegung von zwei der vier bzw. fünf Tage entgegengesteuert.

## Zur Diskussion der Abschaffung 2009
Im Rahmen der Budgetverhandlungen 2009/10 hat Bildungsministerin Dr. Claudia Schmied am 21. April 2009 auf das Angebot der Gewerkschaft, anstatt der geplanten zusätzlichen zwei Unterrichtsstunden auf die schulautonomen Tage zu verzichten, bestanden. Diese waren auch bisher bezahlte Arbeitszeit, ein Einsparungseffekt durch diese Maßnahme wird nicht gesehen.
Ministerin Schmied wies darauf hin, damit den Forderungen nach verbesserter Bildung, den die Schüler an diesem Tag in einer österreichweiten Demonstration gestellt hatten, entgegenzukommen. Seitens der Eltern und Schüler wird diese Regelung aber vehement abgelehnt. Auch seitens der Tourismusbranche werden Bedenken geäußert: Die Reiseveranstalter hätten sich in ihren Angebot auf die veränderten Reisegewohnheiten angepasst und würden heute auch für die Kurzurläube von Familien, die durch die Praxis der schulautonomen Tage möglich werden, spezielle Angebote bereitstellen. Diese würden nun – gerade in der Nebensaison – wegfallen, die Österreichische Hoteliervereinigung spricht von 37 Mio. € Wertschöpfungsminus für jeden Tag, an dem überhaupt kein Inlandstourismus stattfindet. Befürchtung wurde geäußert, dass an Zwickeltagen viele Schüler – wieder wie vor der diesbezüglichen Regelung – per elterlicher Entschuldigung dem Unterricht fernbleiben, und an diesen Tagen sowieso kein regulärer Unterricht möglich sein wird.
Dr. Schmied kündigte an, unter Einbindung der Schulpartner und des Parlaments die Frage noch einmal aufzuarbeiten, und handelte zwei Tage später mit dem Bundesschulsprecher Nico Marchetti (Schülerunion) aus, die zwei landesgeregelten der fünf Tage, nämlich an den Freitagen nach den Feiertagen Christi Himmelfahrt und Fronleichnam, als freiwillige Fördertage anzulegen, in denen es Schülern freigestellt ist, zum Unterricht zu erscheinen (bzw. den Eltern, das zu erlauben) – die drei anderen Tage sind Unterricht. Die für den darauffolgenden Freitag angekündigte weitere Schülerdemonstration fand mit 60.000 Schülern in mehreren Hauptstädten statt, und forderte die vollständige Rücknahme. Ministerin Schmied verwies eine allfällige nochmalige Neuregelung an das Parlament.
In Kraft tritt die Neuregelung erst im Schuljahr 2010/11. Unter Einbezug aller fünf Tage als Unterricht liegt Österreich mit 185 Schultagen pro Schuljahr exakt im OECD-Durchschnitt – mit den 184 Tagen an Pflichtschulen knapp darunter.